# کاترئوس
 کاترئوس (به یونانی: Κατρέας)  در اسطوره‌های یونان یکی از پادشاهان کرت، که پدرش مینوس پادشاه افسانه‌ای کرت و مادرش پاسیفائه دختر هلیوس بود.
او یک پسر به نام آلتامینس، و سه دختر با نام‌های آپه موسینه، آئروپه و کلیمنه داشت.